# MSIMD
Multiple Single Instruction Multiple Data, kurz MSIMD, ist eine Rechnerarchitektur von Parallelrechnern, die nicht eindeutig nach Flynn klassifiziert werden können. Es handelt sich dabei um MIMD-artige parallele Zusammenschaltungen mehrerer unabhängiger SIMD-Rechner. Solche Multivektorrechner-Systeme gehören zu den schnellsten Rechnerarchitekturen, aufgelistet auf der TOP500 Supercomputer Liste. Ein bekanntes Beispiel ist der Earth Simulator.